# 佐野王子 (新宮市)

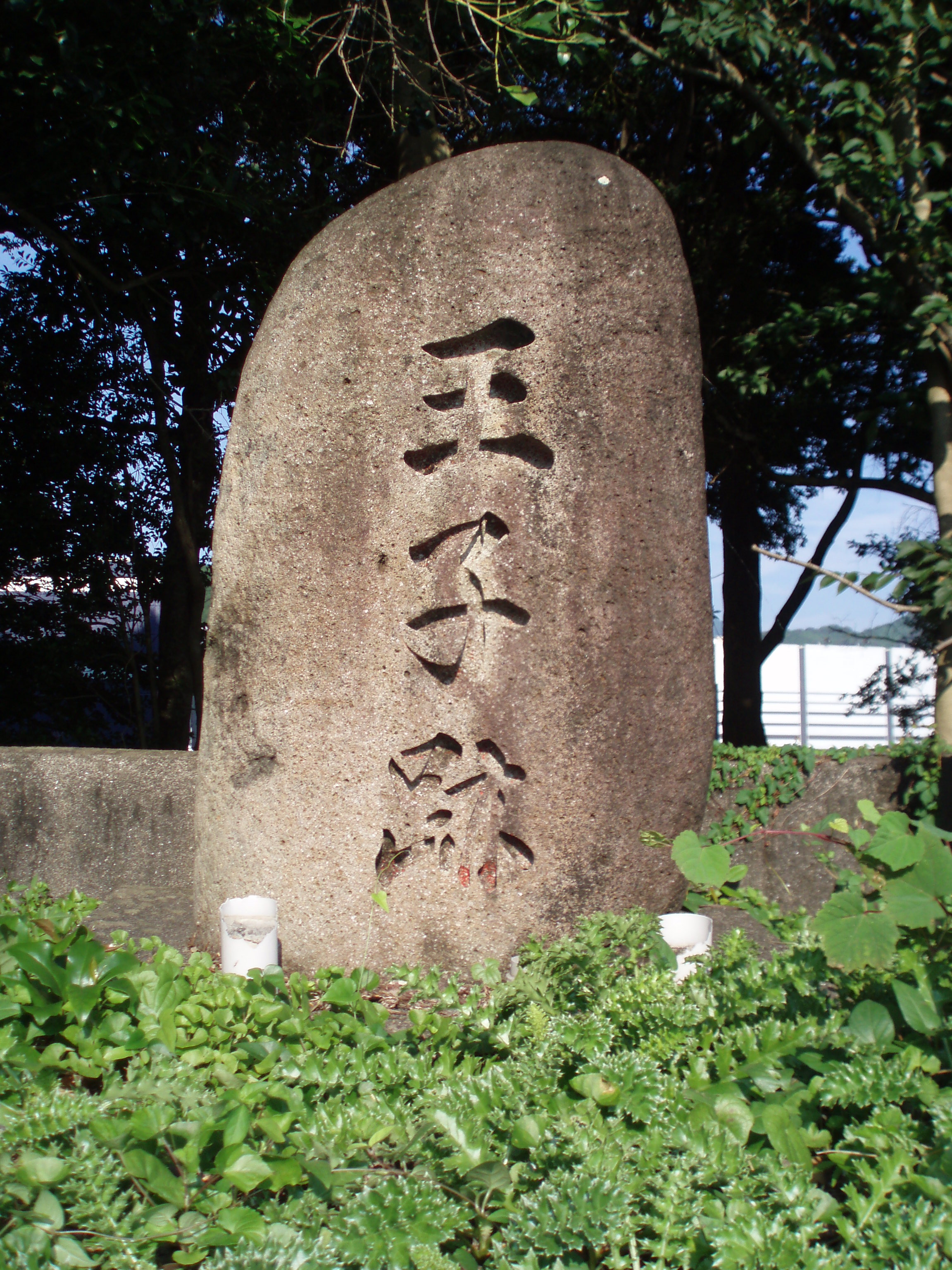
佐野王子址碑

佐野王子（さのおうじ）は和歌山県新宮市にある神社旧址。熊野九十九王子のひとつ。県指定史跡（1959年〈昭和34年〉1月8日指定）。

## 概要
佐野王子の創建年代は明らかではなく、承元4年（1210年）の修明門院参詣記に初出する。江戸期の地誌『紀伊続風土記』は、熊野那智大社の境外末社となった後、廃絶したと伝えている。それによれば、佐野王子の跡地は若一王子森と呼ばれており、周囲230間（約420メートル）の立派な森であったという。
しかし、他の記録には、本来の佐野王子とは近くの王子川河畔に設けられた祓所が転じたものであるとされ、この祓所を継承したと見られる若一王子神社が明治まで存続していた。この神社は、1911年（明治44年）10月26日付で、新宮市佐野山田の天御中主神社（あめのみなかぬし）神社に合祀廃絶された。その後も1926年（大正15年）の和歌山県の調査では、王子橋から約2町（約230m）の松林の中に3尺（約90cm）四方の小祠があったとしているが、『新宮市誌』には倒壊して失われたと述べられている。
現在地は王子橋の北約80メートルの位置にあり、「王子跡」と刻銘された石碑および説明版、さらに碑の北側約10メートルに北条政子の宝筐印塔、地蔵群、南側約40メートルに神武天皇聖績狭野顕彰碑がある。

## 所在地
- 和歌山県新宮市佐野641

周囲はスーパーセンターオークワ南紀店になっており、王子森の面影は見られない。

## 交通機関
- JR紀勢本線・紀伊佐野駅下車

国道42号線に出て、那智方面へ約300メートル
- 熊野交通バスで「王子橋」バス停下車、国道42号線山側

## 注
1. ↑  “県指定文化財・記念物”.   和歌山県教育委員会. 2009年3月21日閲覧。
2. 1 2  紀南文化財研究会・熊野歴史研究会[2008: 88]
3. 1 2 3  西[1987: 168]
4. 1 2  長谷川[2007: 160-161]
5. ↑  [新宮市 1937]